# Alex Meret
Alex Meret (Udine, 22 marzo 1997) è un calciatore italiano, portiere del Napoli e della nazionale italiana, con cui è stato campione d'Europa nel 2021.

## Biografia
Figlio di Manuela e Arrigo, ha una relazione con la modella Debora Romano; nel 2022 i due sono diventati genitori di Daniel.

## Caratteristiche tecniche
Estremo difensore dotato di un'ottima struttura fisica e di riflessi pronti, è abile nelle respinte e nelle uscite; il fisico strutturato è comunque associato a un'agilità considerevole, che gli consente di essere un buon para-rigori.

## Carriera

### Club

#### Inizi e Udinese
Originario di Rivignano, una frazione del comune di Rivignano Teor, muove i primi passi nell'ASD Rivolto e, dopo la trafila nelle giovanili del Donatello, passa al settore giovanile dell'Udinese nel 2012.
Nella stagione 2015-2016 viene inserito in prima squadra come vice di Orestīs Karnezīs. Esordisce da professionista il 2 dicembre 2015, a 18 anni, nella partita del 4º turno di Coppa Italia vinta 3-1 contro l'Atalanta. Scende in campo anche nel turno successivo contro la Lazio, che elimina i friulani. Le due presenze in Coppa Italia rimangono le sue uniche presenze stagionali.

#### Prestito alla SPAL

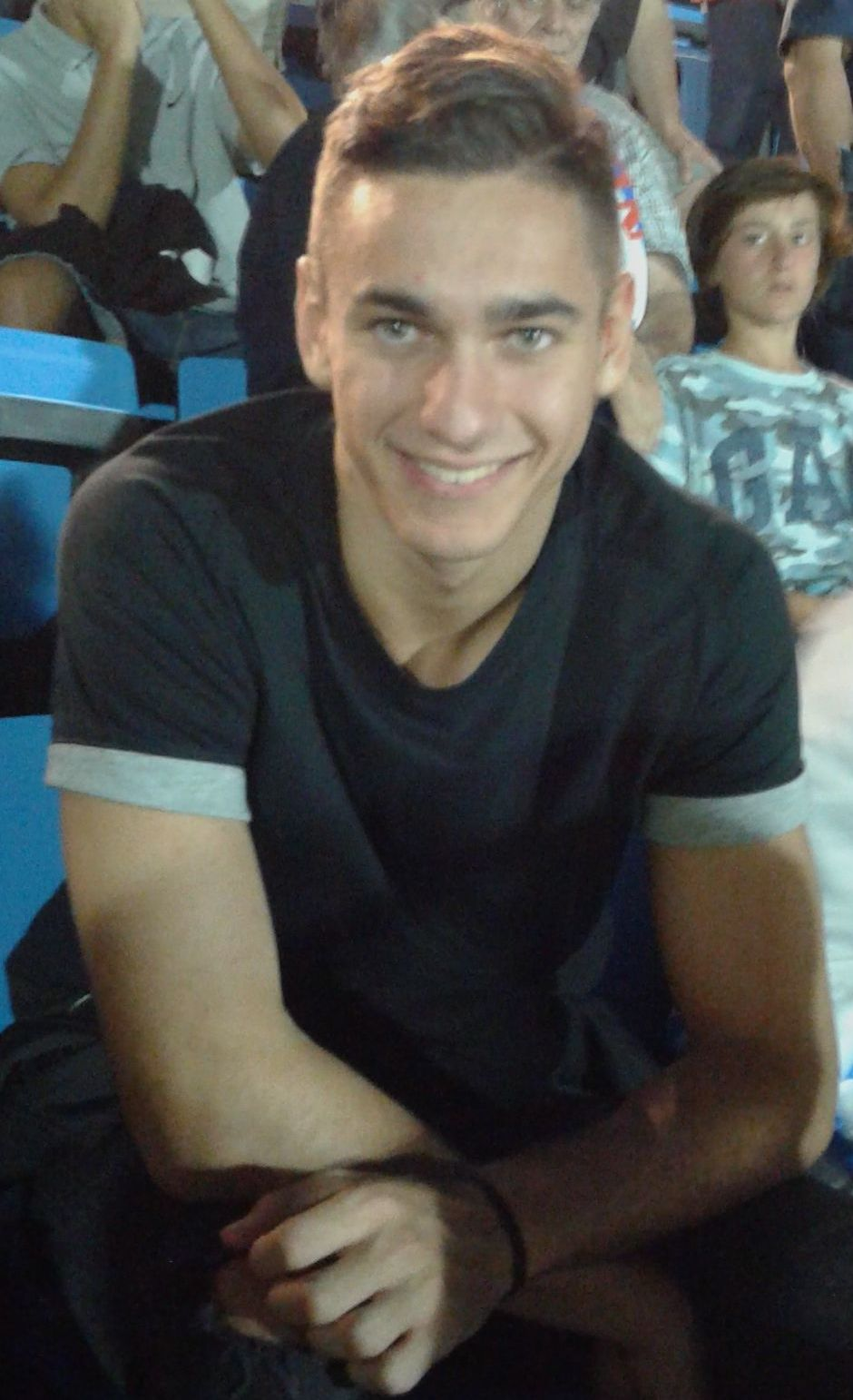
Meret nel 2017 alla SPAL

Nell'estate 2016 viene ceduto in prestito alla SPAL, neopromossa in Serie B. Fa il suo esordio nella serie cadetta alla prima giornata, il 27 agosto 2016, in occasione della partita persa per 2-0 contro il Benevento. Viene schierato titolare e ottiene 30 presenze nel campionato vinto dalla SPAL, che viene così promossa in Serie A, categoria che gli estensi non calcavano da quasi cinquant'anni.
Nella stagione successiva il suo prestito alla SPAL viene rinnovato, tuttavia salta la prima parte di campionato a causa della pubalgia, per la quale viene operato nell'ottobre 2017. Tornato disponibile a fine anno, si trova inizialmente in concorrenza con Alfred Gomis, portiere titolare dall'inizio della stagione. Fa il suo esordio stagionale e il suo debutto in Serie A il 28 gennaio 2018, a 20 anni, nella partita SPAL-Inter (1-1) della 22ª giornata. Termina anzitempo la stagione, dopo 13 presenze in campionato, in seguito all'infortunio alla spalla rimediato il 21 aprile, nella partita contro la Roma.

#### Napoli
Dopo essere tornato all'Udinese dal prestito, in estate viene ceduto a titolo definitivo al Napoli. All'inizio del ritiro estivo svolto a Dimaro si infortuna, riportando la frattura dell'ulna del braccio sinistro. Esordisce con la squadra partenopea l’8 dicembre 2018, nella vittoria in casa per 4-0 contro il Frosinone, valida per la 15ª giornata di campionato. Nelle gare successive trova spazio, venendo spesso preferito a David Ospina, arrivato anch'egli in estate. Il 29 gennaio 2019 debutta in Coppa Italia nella gara dei quarti di finale persa 2-0 contro il Milan. Il 14 febbraio esordisce nelle coppe europee, giocando titolare nella partita Zurigo-Napoli (1-3), valida per l'andata dei sedicesimi di Europa League. Conclude la prima stagione al Napoli con 21 presenze totali, di cui 14 in campionato.
All'inizio della stagione successiva, il 17 settembre 2019, fa il suo esordio in Champions League nella partita della fase a gironi vinta 2-0 contro il Liverpool al San Paolo. In stagione si alterna con Ospina, diventandone il secondo durante la gestione di Gennaro Gattuso (subentrato a Carlo Ancelotti a dicembre). Vista la squalifica del compagno, il 17 giugno 2020 disputa da titolare la finale di Coppa Italia, vinta contro la Juventus ai rigori; nell'occasione Meret è decisivo parando il tentativo di Paulo Dybala.
Nella stagione 2020-2021 continua l'alternanza con Ospina, che gli viene però preferito nelle gare più importanti, salvo poi tornare a essere il titolare nel finale di stagione a causa di un infortunio del colombiano. Il 13 febbraio 2021 si mette in luce nella gara di campionato vinta 1-0 in casa contro la Juventus, risultando decisivo con una serie di parate su Cristiano Ronaldo e Federico Chiesa.
All'inizio della stagione 2021-2022, con il nuovo allenatore Luciano Spalletti, gioca titolare nelle prime due gare di campionato. Dopodiché, anche a causa di un infortunio alla vertebra lombare, Ospina gli viene preferito come titolare in Serie A, mentre lui trova spazio in Europa League. Termina la stagione con sole 15 presenze in tutte le competizioni.
Nella stagione successiva, in seguito all'addio di Ospina, viene promosso a titolare. Inizia il campionato parando un rigore a Lorenzo Colombo nella gara casalinga contro il Lecce (1-1), alla quarta giornata. Il 10 settembre 2022 gioca la sua centesima partita in maglia azzurra, scendendo in campo nella vittoria casalinga per 1-0 contro lo Spezia. Durante la prima parte di stagione è autore di ottime prestazioni, compiendo interventi decisivi soprattutto negli scontri diretti in casa del Milan e dell'Atalanta, entrambi vinti per 2-1 dagli azzurri. Il 5 ottobre seguente rinnova con il Napoli fino al 2024, con opzione di prolungamento per un ulteriore anno da parte del club. Il 12 febbraio 2023, in occasione della gara casalinga vinta per 3-0 contro la Cremonese, raggiunge quota 100 presenze in Serie A. Il 17 febbraio seguente, in occasione dell'incontro contro il Sassuolo, valido per la 23ª giornata di campionato, mantiene la porta inviolata per la tredicesima volta in stagione (11 in campionato e 2 in Champions League), superando il suo precedente record personale di dodici clean sheet in una singola stagione (11 in Serie B e uno in Coppa Italia), raggiunto nell'annata 2016-2017 con la SPAL. Il 18 aprile, durante la gara contro il Milan valida per il ritorno dei quarti di finale di Champions League, para un calcio di rigore ad Olivier Giroud; la gara terminerà poi col risultato di 1-1, decretando l'eliminazione degli azzurri. Il successivo 4 maggio, in virtù del pareggio per 1-1 del Napoli sul campo dell'Udinese, si aggiudica il primo scudetto della sua carriera.
Nell'annata seguente viene confermato come titolare della porta partenopea, collezionando 39 presenze complessive e parando due rigori: a Matteo Pessina, in occasione del pareggio casalingo per 0-0 contro il Monza, e a Matías Soulé, nel pareggio per 2-2 contro il Frosinone, sempre allo stadio Maradona. La stagione, tuttavia, si rivela negativa per il Napoli, che conclude il campionato al 10º posto, mancando per la prima volta dopo 14 anni la qualificazione alle coppe europee.
L'annata 2024-2025, sotto la nuova guida di Antonio Conte, vede la riconferma di Meret come titolare indiscusso e come abile para-rigori. Il 10 agosto 2024, all'esordio stagionale, risulta decisivo nella gara casalinga contro il Modena, valida per i trentaduesimi di Coppa Italia e conclusasi ai calci di rigore dopo lo 0-0 dei tempi regolamentari; nell'occasione il numero uno azzurro contribuisce al passaggio del turno neutralizzando i tentativi dal dischetto di Thomas Battistella e Giovanni Zaro. Anche nel corso del campionato sono due i rigori parati dal portiere friulano: a Florian Thauvin, nella vittoria esterna dei partenopei contro l'Udinese (1-3), e a Santiago Giménez, in occasione del successo casalingo contro il Milan (2-1). Le sue ottime prestazioni contribuiscono a rendere quella azzurra la migliore difesa del torneo, al termine del quale il Napoli si laurea campione d'Italia per la quarta volta nella sua storia; Meret non solo vince il secondo scudetto in carriera, a due anni di distanza dall'ultimo, ma conclude il campionato con il maggior numero di clean sheet (17). Il 27 giugno 2025 prolunga il suo contratto con i partenopei fino al 2027.

### Nazionale

#### Nazionali giovanili
Dopo aver giocato con le nazionali italiane Under-16, Under-17 e Under-18, nel 2014 fa il suo esordio con l'Under-19, con cui nel 2016 partecipa, da titolare, agli Europei Under-19 in Germania, mettendosi in mostra con ottime prestazioni, che consentono agli Azzurrini di arrivare fino alla finale, poi persa 4-0 contro i pari età della Francia.
Nell'agosto 2016 viene convocato per la prima volta in nazionale Under-21, dal commissario tecnico Luigi Di Biagio, per un'amichevole contro l'Albania, senza tuttavia scendere in campo. L'esordio ufficiale con l'Under-21 avviene il 22 marzo 2018 (giorno del suo 21º compleanno), nell'amichevole pareggiata 1-1 in casa contro i pari età della Norvegia.
Viene convocato per l'Europeo Under-21 2019, ospitato dall'Italia. Meret vince il ballottaggio con Emil Audero e gioca come portiere titolare, ma gli Azzurrini non riescono a superare la fase a gironi della manifestazione.

#### Nazionale maggiore
Nel maggio del 2016, in occasione del raduno pre-Europeo, viene aggregato alla nazionale maggiore dal CT Antonio Conte e, in seguito, affiancato come quarto portiere (senza essere in lista né essere stato formalmente convocato) alla rosa selezionata per le fasi finali della competizione.
Il 18 marzo 2017 riceve la prima convocazione ufficiale, da parte del CT Gian Piero Ventura, per la partita di qualificazione al Mondiale 2018 contro l'Albania e l'amichevole contro i Paesi Bassi.

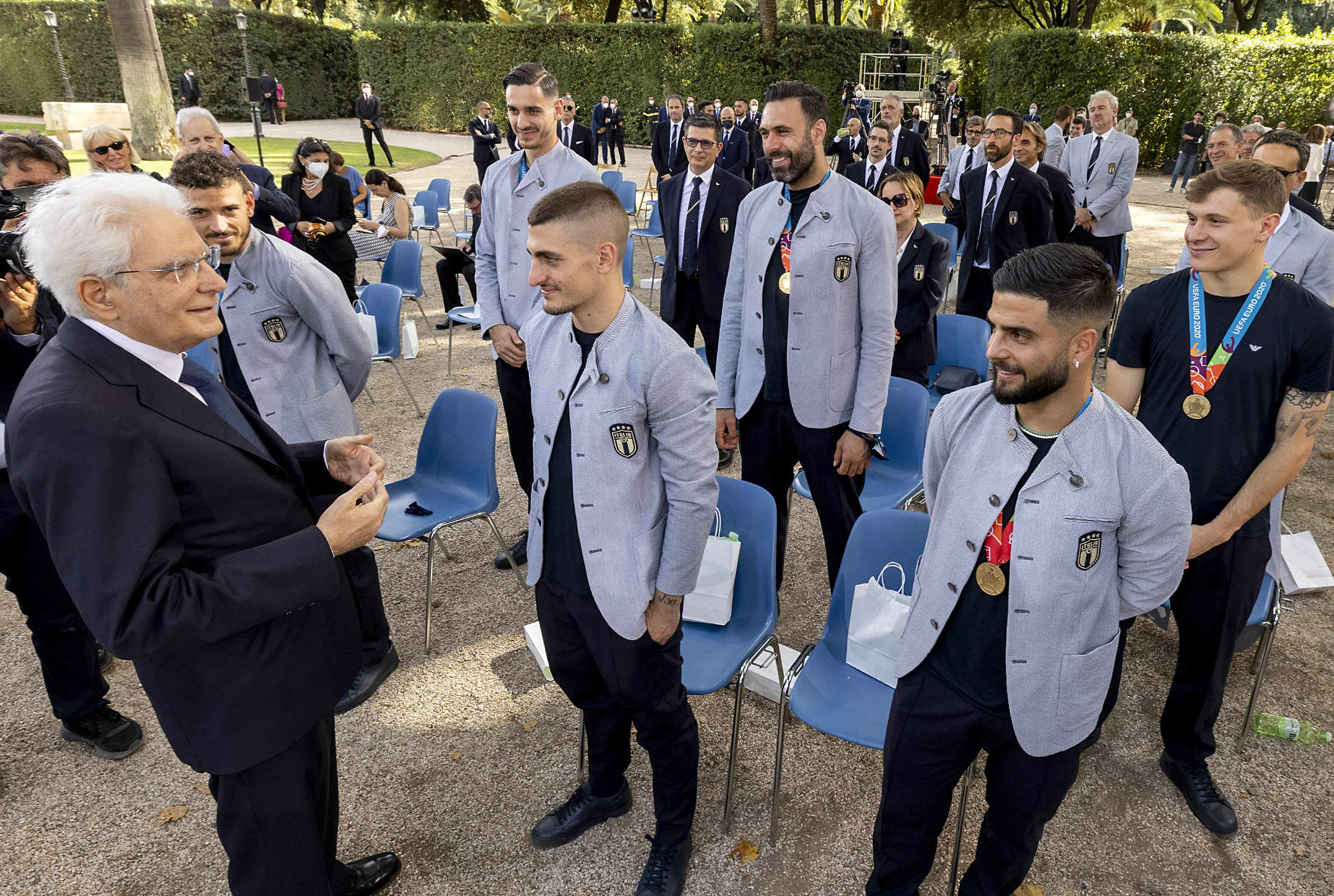
Meret (in secondo piano) e gli altri azzurri ricevuti ai giardini del Palazzo del Quirinale dal Presidente italiano Mattarella dopo il vittorioso

Dopo la fine del suo ciclo con l'Under-21, torna nel gruppo della nazionale con il CT Roberto Mancini, che lo convoca per le partite di qualificazione a Euro 2020 del settembre 2019. Esordisce in nazionale il 18 novembre 2019, a 22 anni, subentrando a Salvatore Sirigu nel secondo tempo della partita Italia-Armenia (9-1), disputata a Palermo, nella quale subisce il gol della bandiera degli armeni.
Nel giugno 2021 viene convocato per l'Europeo come terzo portiere, dietro Gianluigi Donnarumma e Sirigu; l'11 luglio seguente diventa campione d'Europa, pur essendo l'unico dei 26 convocati a non essere mai sceso in campo durante la competizione. Il successivo 30 settembre viene confermato anche nella lista dei 23 convocati per la fase finale della Nations League, che l'Italia conclude al terzo posto.
Il 16 novembre 2022, alla sua terza presenza, scende in campo per la prima volta come titolare nella gara amichevole vinta per 3-1 contro l'Albania a Tirana. Nel giugno 2023 viene convocato per la seconda edizione consecutiva della fase finale della Nations League, chiusa nuovamente al terzo posto.
Confermato dal nuovo CT Luciano Spalletti, viene convocato anche per il campionato d'Europa 2024 in Germania, dove gli Azzurri si fermano agli ottavi di finale, eliminati dalla Svizzera.

## Statistiche

### Presenze e reti nei club
Statistiche aggiornate al 1º luglio 2025.
| Stagione        | Squadra         | Campionato      | Campionato | Campionato | Coppe nazionali | Coppe nazionali | Coppe nazionali | Coppe continentali | Coppe continentali | Coppe continentali | Altre coppe | Altre coppe | Altre coppe | Totale | Totale |
| Stagione        | Squadra         | Comp            | Pres       | Reti       | Comp            | Pres            | Reti            | Comp               | Pres               | Reti               | Comp        | Pres        | Reti        | Pres   | Reti   |
| --------------- | --------------- | --------------- | ---------- | ---------- | --------------- | --------------- | --------------- | ------------------ | ------------------ | ------------------ | ----------- | ----------- | ----------- | ------ | ------ |
| 2015-2016       | Udinese         | A               | 0          | 0          | CI              | 2               | -3              | -                  | -                  | -                  | -           | -           | -           | 2      | -3     |
| 2016-2017       | SPAL            | B               | 30         | -26        | CI              | 2               | -5              | -                  | -                  | -                  | -           | -           | -           | 32     | -31    |
| 2017-2018       | SPAL            | A               | 13         | -16        | CI              | 0               | 0               | -                  | -                  | -                  | -           | -           | -           | 13     | -16    |
| Totale SPAL     | Totale SPAL     | Totale SPAL     | 43         | -42        |                 | 2               | -5              |                    | -                  | -                  |             | -           | -           | 45     | -47    |
| 2018-2019       | Napoli          | A               | 14         | -9         | CI              | 1               | -2              | UCL+UEL            | 0+6                | -7                 | -           | -           | -           | 21     | -18    |
| 2019-2020       | Napoli          | A               | 22         | -33        | CI              | 1               | 0               | UCL                | 6                  | -4                 | -           | -           | -           | 29     | -37    |
| 2020-2021       | Napoli          | A               | 22         | -29        | CI              | 1               | -2              | UEL                | 5                  | -5                 | SI          | 0           | 0           | 28     | -36    |
| 2021-2022       | Napoli          | A               | 7          | -6         | CI              | 1               | -4              | UEL                | 7                  | -13                | -           | -           | -           | 15     | -23    |
| 2022-2023       | Napoli          | A               | 34         | -24        | CI              | 1               | -2              | UCL                | 10                 | -8                 | -           | -           | -           | 45     | -34    |
| 2023-2024       | Napoli          | A               | 31         | -40        | CI              | 0               | 0               | UCL                | 8                  | -13                | SI          | -           | -           | 39     | -53    |
| 2024-2025       | Napoli          | A               | 34         | -25        | CI              | 1               | 0               | -                  | -                  | -                  | -           | -           | -           | 35     | -25    |
| 2025-2026       | Napoli          | A               | -          | -          | CI              | -               | -               | UCL                | -                  | -                  | SI          | -           | -           | -      | -      |
| Totale Napoli   | Totale Napoli   | Totale Napoli   | 164        | -166       |                 | 6               | -10             |                    | 42                 | -50                |             | 0           | 0           | 212    | -226   |
| Totale carriera | Totale carriera | Totale carriera | 207        | -208       |                 | 10              | -18             |                    | 42                 | -50                |             | 0           | 0           | 259    | -276   |

### Cronologia presenze e reti in nazionale
| Cronologia completa delle presenze e delle reti in nazionale ― Italia | Cronologia completa delle presenze e delle reti in nazionale ― Italia | Cronologia completa delle presenze e delle reti in nazionale ― Italia | Cronologia completa delle presenze e delle reti in nazionale ― Italia | Cronologia completa delle presenze e delle reti in nazionale ― Italia | Cronologia completa delle presenze e delle reti in nazionale ― Italia | Cronologia completa delle presenze e delle reti in nazionale ― Italia | Cronologia completa delle presenze e delle reti in nazionale ― Italia |
| Data                                                                  | Città                                                                 | In casa                                                               | Risultato                                                             | Ospiti                                                                | Competizione                                                          | Reti                                                                  | Note                                                                  |
| --------------------------------------------------------------------- | --------------------------------------------------------------------- | --------------------------------------------------------------------- | --------------------------------------------------------------------- | --------------------------------------------------------------------- | --------------------------------------------------------------------- | --------------------------------------------------------------------- | --------------------------------------------------------------------- |
| 18-11-2019                                                            | Palermo                                                               | Italia                                                                | 9 – 1                                                                 | Armenia                                                               | Qual. Euro 2020                                                       | -1                                                                    | 76’                                                                   |
| 28-5-2021                                                             | Cagliari                                                              | Italia                                                                | 7 – 0                                                                 | San Marino                                                            | Amichevole                                                            | -                                                                     | 62’                                                                   |
| 16-11-2022                                                            | Tirana                                                                | Albania                                                               | 1 – 3                                                                 | Italia                                                                | Amichevole                                                            | -1                                                                    |                                                                       |
| Totale                                                                |                                                                       | Presenze                                                              | 3                                                                     |                                                                       | Reti                                                                  | -2                                                                    |                                                                       |

| Cronologia completa delle presenze e delle reti in nazionale ― Italia under 21 | Cronologia completa delle presenze e delle reti in nazionale ― Italia under 21 | Cronologia completa delle presenze e delle reti in nazionale ― Italia under 21 | Cronologia completa delle presenze e delle reti in nazionale ― Italia under 21 | Cronologia completa delle presenze e delle reti in nazionale ― Italia under 21 | Cronologia completa delle presenze e delle reti in nazionale ― Italia under 21 | Cronologia completa delle presenze e delle reti in nazionale ― Italia under 21 | Cronologia completa delle presenze e delle reti in nazionale ― Italia under 21 |
| Data                                                                           | Città                                                                          | In casa                                                                        | Risultato                                                                      | Ospiti                                                                         | Competizione                                                                   | Reti                                                                           | Note                                                                           |
| ------------------------------------------------------------------------------ | ------------------------------------------------------------------------------ | ------------------------------------------------------------------------------ | ------------------------------------------------------------------------------ | ------------------------------------------------------------------------------ | ------------------------------------------------------------------------------ | ------------------------------------------------------------------------------ | ------------------------------------------------------------------------------ |
| 22-3-2018                                                                      | Perugia                                                                        | Italia under 21                                                                | 1 – 1                                                                          | Norvegia under 21                                                              | Amichevole                                                                     | -1                                                                             |                                                                                |
| 25-3-2019                                                                      | Frosinone                                                                      | Italia under 21                                                                | 2 – 2                                                                          | Croazia under 21                                                               | Amichevole                                                                     | -2                                                                             |                                                                                |
| 16-6-2019                                                                      | Bologna                                                                        | Italia under 21                                                                | 3 – 1                                                                          | Spagna under 21                                                                | Europeo Under-21 2019 - 1º turno                                               | -1                                                                             |                                                                                |
| 19-6-2019                                                                      | Bologna                                                                        | Italia under 21                                                                | 0 – 1                                                                          | Polonia under 21                                                               | Europeo Under-21 2019 - 1º turno                                               | -1                                                                             |                                                                                |
| 22-6-2019                                                                      | Reggio Emilia                                                                  | Belgio under 21                                                                | 1 – 3                                                                          | Italia under 21                                                                | Europeo Under-21 2019 - 1º turno                                               | -1                                                                             |                                                                                |
| Totale                                                                         |                                                                                | Presenze                                                                       | 5                                                                              |                                                                                | Reti                                                                           | -6                                                                             |                                                                                |

## Palmarès

### Club
- Campionato italiano di Serie B: 1

SPAL: 2016-2017
- Coppa Italia: 1

Napoli: 2019-2020
- Campionato italiano: 2

Napoli: 2022-2023, 2024-2025

### Nazionale
- Campionato d'Europa: 1

Europa 2020

### Individuale
- Portiere dell'anno campionato primavera: 1

Girone B 2014-2015
- Squadra Campionato europeo di calcio Under-19: 1

2016
- Premio Speciale rivelazione Serie B: 1

2016-2017
- Squadra rivoluzionaria della Champions League: 1

2018-2019